# Manuel Cirera
Manuel Cirera   (Borredà, 1764 - Santa Eulàlia de Riuprimer, 1844) fou sacerdot, professor i rector. Estudià al Seminari de Vic on era alumne de primer de moral durant el curs 1787-1788. Mentre estudiava aquesta matèria guanyà una càtedra de filosofia: El 1789 ja la posseïa. Fou ordenat sacerdot en 1791. Com a professor, ensenyà com a mínim un total de dotze anys, tres dels quals va ser en la càtedra de filosofia, tres més en una de teologia escolàstica i sis en una de teologia moral. Dirigí les conclusions disputades de filosofia de 1792. En el programa que ho anuncia, Cirera figura com a professor d'aquesta matèria i doctor en teologia. En 1793 impartia des de la càtedra de teologia, i l'any següent, a més d'apadrinar les conclusions de teologia escolàstica, va obtenir una càtedra de moral. Deixà l'ensenyament per anar de rector a la parròquia de Sant Genís d'Orís (1802). Posteriorment guanyà la rectoria de Santa Eulàlia de Riuprimer (1816). Havia guanyat una canongia penitenciària de la catedral de la Seu d'Urgell.